# Ornithocephalus minimiflorus
Ornithocephalus minimiflorus là một loài thực vật có hoa trong họ Lan. Loài này được Senghas mô tả khoa học đầu tiên năm 1994.